# Liste der Bodendenkmäler in Jengen
Auf dieser Seite sind die Bodendenkmäler in der schwäbischen Gemeinde Jengen zusammengestellt. Diese Tabelle ist eine Teilliste der Liste der Bodendenkmäler in Bayern. Grundlage ist die Bayerische Denkmalliste, die auf Basis des Bayerischen Denkmalschutzgesetzes vom 1. Oktober 1973 erstmals erstellt wurde und seither durch das Bayerische Landesamt für Denkmalpflege geführt wird. Die folgenden Angaben ersetzen nicht die rechtsverbindliche Auskunft der Denkmalschutzbehörde.

## Bodendenkmäler in Jengen
| Lage       | Objekt                                                                                        | Akten-Nr.     | Bild |
| ---------- | --------------------------------------------------------------------------------------------- | ------------- | ---- |
| (Standort) | Siedlung der Bronzezeit sowie Siedlung und Bestattungsplatz des Mittelalters.                 | D-7-7930-0006 |      |
| (Standort) | Siedlung der römischen Kaiserzeit.                                                            | D-7-7930-0042 |      |
| (Standort) | Mittelalterliche und frühneuzeitliche Befunde im Bereich der Kath. Pfarrkirche St. Martin     | D-7-7930-0084 |      |
| (Standort) | Grabhügel vorgeschichtlicher Zeitstellung.                                                    | D-7-8029-0068 |      |
| (Standort) | Mittelalterlicher Burgstall.                                                                  | D-7-8029-0069 |      |
| (Standort) | Freilandstation des Mesolithikums, Siedlung der Latènezeit, Siedlung und Gräber               | D-7-8029-0071 |      |
| (Standort) | Siedlung der Latènezeit und der römischen Kaiserzeit.                                         | D-7-8029-0072 |      |
| (Standort) | Grabhügel vorgeschichtlicher Zeitstellung.                                                    | D-7-8029-0073 |      |
| (Standort) | Abschnittsbefestigung vor- und frühgeschichtlicher Zeitstellung.                              | D-7-8029-0078 |      |
| (Standort) | Erd-/Grabenwerk vor- und frühgeschichtlicher Zeitstellung.                                    | D-7-8029-0101 |      |
| (Standort) | Siedlung der römischen Kaiserzeit und Einzelfunde des Spätpaläolithikums                      | D-7-8029-0113 |      |
| (Standort) | Siedlung der Vorgeschichte.                                                                   | D-7-8029-0177 |      |
| (Standort) | Mittelalterliche und frühneuzeitliche Befunde im Bereich der Kath. Pfarrkirche St. Vitus      | D-7-8030-0001 |      |
| (Standort) | Erd-/Grabenwerk vor- und frühgeschichtlicher Zeitstellung.                                    | D-7-8030-0005 |      |
| (Standort) | Siedlung der römischen Kaiserzeit sowie mittelalterliche und frühneuzeitliche Befunde         | D-7-8030-0014 |      |
| (Standort) | Mittelalterlicher Burgstall und abgegangenes Schloss der frühen Neuzeit.                      | D-7-8030-0015 |      |
| (Standort) | Grabhügel vorgeschichtlicher Zeitstellung.                                                    | D-7-8030-0016 |      |
| (Standort) | Körpergräber der frühen Bronzezeit und des frühen Mittelalters.                               | D-7-8030-0079 |      |
| (Standort) | Grabhügel vorgeschichtlicher Zeitstellung.                                                    | D-7-8030-0081 |      |
| (Standort) | Viereckschanze der jüngeren Latènezeit.                                                       | D-7-8030-0082 |      |
| (Standort) | Mittelalterliche und frühneuzeitliche Befunde im Bereich der Kath. Pfarrkirche                | D-7-8030-0093 |      |
| (Standort) | Mittelalterliche und frühneuzeitliche Befunde im Bereich der Kath. Filialkirche St. Felicitas | D-7-8030-0097 |      |